# Az ábécés gyilkos
Az ábécés gyilkos vagy Ábécé-gyilkos (eredeti címén: The Alphabet Killer) 2008-ban bemutatott amerikai thriller Rob Schmidt rendezésében.
A film igaz történeten alapul, az 1970-es években hírhedtté vált és a mai napig ismeretlen Alphabet Killerről, vagyis az ABC-gyilkosról szól. A főbb szerepekben Eliza Dushku, Cary Elwes, Michael Ironside, Bill Moseley és Timothy Hutton látható.

## Szereplők
| Színész          | Szerep                   | Magyar hang     | Magyar hang     |
| Színész          | Szerep                   | 1. szinkron     | 2. szinkron     |
| ---------------- | ------------------------ | --------------- | --------------- |
| Eliza Dushku     | Megan Paige              | Kovács Patrícia | Németh Borbála  |
| Cary Elwes       | Kenneth Shine            | Anger Zsolt     | Barát Attila    |
| Timothy Hutton   | Richard Ledge            | Kőszegi Ákos    | Kárpáti Levente |
| Tom Malloy       | Steven Harper rendőr     |                 | Fekete Zoltán   |
| Michael Ironside | Nathan Norcross százados |                 | Barbinek Péter  |
| Bill Moseley     | Bill Moseley             |                 |                 |
| Carl Lumbly      | Dr. Ellis Parks          |                 | Faragó András   |
| Melissa Leo      | Kathy Walsh              |                 |                 |
| Martin Donovan   | Jim Walsh                |                 |                 |
| Brian Scannell   | Jay Castillo             |                 | Kapácsy Miklós  |